# Juan Forlín
 (août 2025).
Juan Daniel Forlín est un footballeur argentin né le 10 janvier 1988 à Reconquista, qui évolue au poste de défenseur central pour le Real Oviedo.

## Palmarès

### Club
Boca Juniors
- Championnat d'Argentine : 2008 (ouverture)